# Гіршберг-ан-дер-Бергштрассе
Гіршберг (нім. Hirschberg) — громада в Німеччині, у землі Баден-Вюртемберг. Підпорядковується адміністративному округу Карлсруе. Входить до складу району Рейн-Неккар.
Площа — 12,35 км2. Населення становить 9888 ос. (станом на 31 грудня 2020).